# Споживач
Спожива́ч — фізична особа, яка купує, замовляє, використовує, або має намір придбати чи замовити продукцію для особистих потреб, безпосередньо не пов'язаних з підприємницькою діяльністю, або виконанням обов'язків найманого працівника.

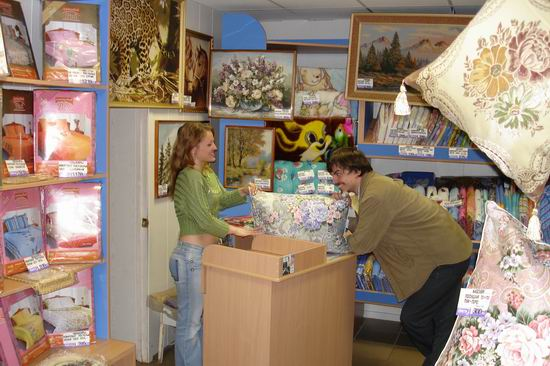

## Права споживача в разі придбання ним товару неналежної якості
Споживач при виявленні недоліків чи фальсифікації товару протягом гарантійного терміну в порядку та строки, встановлені законодавством, і на підставі обов'язкових для сторін правил чи договору, має право за своїм вибором вимагати від продавця або виробника:
1. безоплатного усунення недоліків товару або відшкодування витрат на їх виправлення споживачем чи третьою особою;
2. заміни на товар аналогічної марки (моделі, артикулу, модифікації) належної якості;
3. відповідного зменшення його купівельної ціни;
4. заміни на такий же товар іншої марки (моделі, артикулу, модифікації) з відповідним перерахуванням купівельної ціни;
5. розірвання договору та відшкодування збитків, яких він зазнав.

Стосовно непродовольчих товарів, що були у використанні та реалізовані через роздрібні комісійні торговельні підприємства, вимоги споживача, задовольняються за згодою продавця.
Задовольняються вимоги споживача щодо товарів, термін гарантії на які не закінчився.
Споживач має право пред'явити виробнику вимогу про безоплатне усунення недоліків товару після закінчення гарантійного терміну. Ця вимога може бути пред'явлена протягом установленого терміну служби, а якщо такий не встановлено — протягом 10 років, якщо в товарі були виявлені істотні недоліки, допущені з вини виробника.

## Право споживача повернути товар належної якості
Згідно з Законом «Про захист прав споживачів» повернути товар належної якості у магазин (або обміняти його на інший аналогічний) можна, якщо дотримані наступні умови:
1) його немає у переліку тих товарів, що не підлягають обміну та поверненню (Перелік товарів належної якості, що не підлягають обміну (поверненню) затверджений постановою Кабінету Міністрів України від 19.03.94 N 172);
2) він не використовувався, і зберігся у тому вигляді, якому його придбавали;
3) пройшло менш ніж два тижні з моменту придбання товару;
4) є касовий або товарний чек.
Умови вичерпні.
Розрахунок при поверненні товару здійснюється виходячи з його вартості на час купівлі.

## Право споживача на інформацію про товари (роботи, послуги)
Якщо надання недоступної, недостовірної, неповної або несвоєчасної інформації про товар (роботу, послугу) та про виробника (виконавця, продавця) спричинило:
придбання товару (роботи, послуги), який не має потрібних споживачеві властивостей, — споживач має право розірвати договір і вимагати відшкодування завданих йому збитків;
Строк (термін) придатності — строк (термін), визначений нормативно-правовими актами, нормативними документами, умовами договору, протягом якого у разі додержання відповідних умов зберігання та/або експлуатації чи споживання продукції її якісні показники та показники безпеки повинні відповідати вимогам нормативно-правових актів, нормативних документів та умовам договору.
Фальсифікована продукція — продукція, виготовлена з порушенням технології або неправомірним використанням знака для товарів та послуг, чи копіюванням форми, пакування, зовнішнього оформлення, а також неправомірним відтворенням товару іншої особи.

## Споживачі зобов'язані
1. перед початком експлуатації товару уважно ознайомитися з правилами експлуатації, викладеними в наданій виробником (продавцем, виконавцем) документації на товар;
2. в разі необхідності роз'яснення умов та правил використання товару — до початку використання товару звернутися за роз'ясненнями до продавця (виробника, виконавця) або до іншої вказаної в експлуатаційній документації особи, що виконує їх функції;
3. користуватися товаром згідно з його цільовим призначенням та дотримуватися умов (вимог, норм, правил), встановлених виробником товару (виконавцем) в експлуатаційній документації;
4. з метою запобігання негативним для споживача наслідкам використання товару — застосовувати передбачені виробником в товарі засоби безпеки з дотриманням передбачених експлуатаційною документацією спеціальних правил, а в разі відсутності таких правил в документації — дотримуватися звичайних розумних заходів безпеки, встановлених для товарів такого роду.

## Захист прав споживачів
1. Держава забезпечує споживачам захист їх прав, надає можливість вільного вибору продукції, здобуття знань і кваліфікації, необхідних для прийняття самостійних рішень під час придбання та використання продукції відповідно до їх потреб, і гарантує придбання або одержання продукції іншими законними способами в обсязі, що забезпечує рівень споживання, достатній для підтримання здоров'я і життєдіяльності.
2. Держава створює умови для здобуття споживачами потрібних знань з питань реалізації їх прав.
3. Захист прав споживачів здійснюють спеціально уповноважений центральний орган виконавчої влади у сфері захисту прав споживачів та його територіальні органи, Рада міністрів Автономної Республіки Крим, місцеві державні адміністрації, органи та установи, що здійснюють державний санітарно-епідеміологічний нагляд, інші органи виконавчої влади, органи місцевого самоврядування згідно із законодавством, а також суди.